# Полилако
Полѝлако или Кѝнам (на гръцки: Πολύλακκο; катаревуса: Πολύλακκον, Полилакон; до 1927 година:  Κύναμη, Кинами) е село в Република Гърция, дем Горуша (Войо) в област Западна Македония.

## География
Селото е разположено на 640 m надморска височина, на около 7 km югоизточно от град Неаполи (Ляпчища, Населич). Землището му се простира по дясната (югозападната) страна на река Бистрица.

## История

### В Османската империя
В края на XIX век Кинам е гръцко село в южния край на Населишката каза на Османската империя. Александър Синве („Les Grecs de l’Empire Ottoman. Etude Statistique et Ethnographique“), който се основава на гръцки данни, в 1878 година пише, че в Кинамо (Kinamo), Сисанийска епархия, живеят 360 гърци.
Според статистиката на Васил Кънчов в 1900 година в Кинамъ живеят 250 гърци християни.
На Етнографската карта на Битолския вилает на Картографския институт в София от 1901 година Кинам е смесено село гърци, турци и помаци (гърци мохамедани) в казата Населица на Серфидженския санджак с 60 къщи.
Според статистика на Серфидженския санджак на гръцкото консулство в Еласона от 1904 година в Кинами (Κίναμι), Населишка каза, живеят 325 гърци елинофони християни.
В началото на ХХ век селото е под върховенството на Цариградската патриаршия. По данни на секретаря на Българската екзархия Димитър Мишев в Кинам (Kinam) има 300 гърци патриаршисти.
В 1911 година е изградена енорийската църква „Свети Николай“, върху основите на по-стар и по-малък храм, изгорял в 1907 година. В 1995 църквата пострадва силно от Гревенското земетресение.

### В Гърция
През Балканската война в 1912 година в селото влизат гръцки части и след Междусъюзническата в 1913 година Кинам остава в Гърция. През 1913 година при първото преброяване от новата власт в Кинами (Κύναμη) са регистрирани 339 жители. През 1927 година името на селото е променено на Полилако.
Населението традиционно произвежда жито, тютюн и други земеделски продукти, като се занимава и със скотовъдство.
| Име    | Име     | Ново име   | Ново име   | Описание                      |
| ------ | ------- | ---------- | ---------- | ----------------------------- |
| Джами  | Τζαμί   | Капетаниос | Καπετάνιος |                               |
| Гетура | Γετούρα | Докса      | Δόξα       | възвишение на С от Полилако   |
| Тепес  | Τεπές   | Лофос      | Λόφος      | връх на Ю от Полилако (661 m) |

| Година    | 1913 | 1920 | 1928 | 1940 | 1951 | 1961 | 1971 | 1981 | 1991 | 2001 | 2011 | 2021 |
| --------- | ---- | ---- | ---- | ---- | ---- | ---- | ---- | ---- | ---- | ---- | ---- | ---- |
| Население | 339  | 270  | 329  | 341  | 263  | 252  | 147  | 121  | 91   | 77   | 29   | 15   |